# نیکلای سوکولوف (دونده)
نیکلای سوکولوف (روسی: Никола́й Никола́евич Соколов؛ ۲۸ اوت ۱۹۳۰ – تاریخ ورودی نامعتبر است) اهل اتحاد جماهیر شوروی سوسیالیستی بود.